# Al Urooba Club
Al Urooba Club (en árabe: نادي العروبة الرياضي الثقافي‎) es un equipo de fútbol de los Emiratos Árabes Unidos que juega en la División 1 de EAU, la segunda máxima categoría del fútbol emiratí.

## Historia
Fue fundado en el año 1972 en la ciudad de Fujairah luego de la fusión de los equipos Al Wehda Mirbah y Al Najma Qidfa luego de que ambos equipos estaban en problemas financieros al mismo tiempo.
Actualmente es el equipo representante del Emirato de Fujairah en el fútbol profesional.

## Palmarés
- UAE Division One: 3

1991–92, 2020–21, 2023-24